# Sejitsultan Äjimbetow
Sejitsultan Süleimenuly Äjimbetow (kasachisch Сейітсұлтан Сүлейменұлы Әйімбетов, russisch Сеитсултан Сулейменович Аимбетов Seitsultan Suleimenowitsch Aimbetow; * 15. Juli 1947) ist ein kasachischer Politiker (Amanat).

## Leben
Sejitsultan Äjimbetow wurde 1947 im heutigen Audan Syrdarija im Gebiet Qysylorda geboren. Nach seinem Schulabschluss besuchte er das Institut für Volkswirtschaft in Alma-Ata. Dort machte er 1969 seinen Abschluss in Wirtschaftswissenschaften.
Seine berufliche Laufbahn begann Äjimbetow im Finanzministerium der kasachischen Sowjetrepublik. Dort arbeitete er zunächst als Rechnungsprüfer und durchlief später verschiedene Positionen bis hin zum Leiter der Hauptbudgetabteilung des Ministeriums. Nach der Unabhängigkeit Kasachstans wurde er 1992 Vorsitzender des staatlichen Finanzkontrollausschusses im kasachischen Ministerkabinett. Im Kabinett von Premierminister Äkeschan Qaschygeldin bekleidete er ab Oktober 1995 den Posten des Ministers für Sozialschutz. Nach rund einem Jahr musste er den Posten bereits verlassen und wurde stattdessen zum ersten stellvertretenden Minister für Arbeit und Sozialschutz. Nach strukturellen Veränderungen im Ministerium verließ er 1997 den Staatsdienst und wurde stattdessen Geschäftsführer von KazakhAudit. Bereits im Dezember 1998 kehrte er jedoch wieder in den Staatsdienst zurück, da er einen Posten in der Präsidialverwaltung angeboten bekam.
Im Januar 2001 wurde Äjimbetow stellvertretender Leiter des Büros des Premierministers und im Januar des nächsten Jahres wurde er zum stellvertretenden Justizminister Kasachstans ernannt. Nachdem er zwei Jahre lang für die kasachische Regierung tätig gewesen war, kehrte er im Dezember 2002 in den Staatsdienst zurück und wurde Staatsinspektor in der Präsidialverwaltung. Nach der Parlamentswahl 2007 wurde er Abgeordneter in der Mäschilis für die Präsidentenpartei Nur Otan. Hier war er zuerst Mitglied des Finanz- und Haushaltsausschusses und ab September 2010 dann Vorsitzender des Ausschusses für Wirtschaftsreform und Regionalentwicklung. Auch nach der Wahl 2012 blieb Äjimbetow Mitglied des Parlaments.